# Axel Erlandson

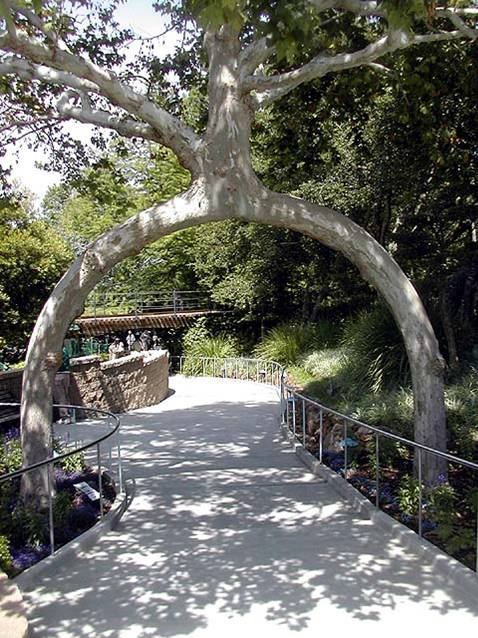
Árbol de dos pies

Axel Erlandson (15 de diciembre de 1884 – 28 de abril de 1964) fue un granjero sueco de nacimiento y estadounidense de adopción que cultivaba árboles modificados en diferentes formas como una distracción, y abrió una atracción hortícola en 1947 anunciada como "See the World's Strangest Trees Here," (Vea los árboles más extraños del mundo Aquí) y denominados como "The Tree Circus."
Los árboles aparecieron en la columna de Robert Ripley's Believe It or Not! doce veces. Erlandson vendió su atracción poco antes de su muerte. Los árboles fueron trasladados a Gilroy Gardens en 1985.

## Biografía

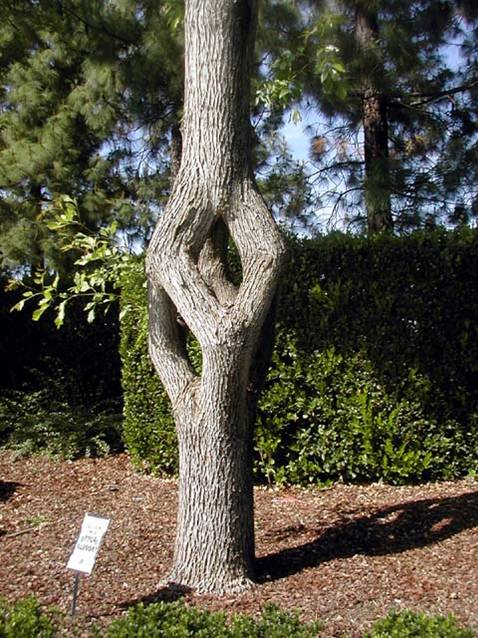
Árbol cubo uno de los "Circus Trees " de Axel Erlandson en Gilroy Gardens.

Erlandson nació en 1884, en Halland, Suecia, hijo de Alfred Erlandson (1850-1915) y Kristina Larsson (1844-1922). Tenía dos hermanos mayores, Ludwig (1879-1957) y Anthon (1881-1970), y una hermana más joven, Emma Swanson (1885-1969). La familia emigró a los Estados Unidos a principios de 1886, estableciéndose en New Folden Township , en el condado de Marshall (Minnesota), donde su padre cultivaba y construyó graneros, casas e iglesias. Su familia también puso en funcionamiento un horno de  piedra caliza para la producción de cal de mortero, yeso y cal. Mientras los hombres recogían de los campos de los alrededores las rocas de piedra caliza eran hombres y los niños los que mantienen el fuego del horno las 24 horas del día durante el tiempo de procesamiento. 
Cuando era niño, Axel produjo un modelo de trabajo de una trilladora, pero se decepcionó cuando sus padres le dijeron que no podía llevarlo consigo cuando se mudaron a California. En 1902, la familia cargó sus pertenencias en una caja de coche alquilado y se mudó con un par de otras familias suecas a vivir a Hilmar, donde una nueva colonia de la  Iglesia del Pacto Evangélico en el Valle Central de California prometía tierras de regadío para cultivarlas agricolamente. 
Se casó con su esposa, Leona, en 1914 y tuvieron una hija, Wilma. Axel trabajó en el campo fuera de Hilmar, cerca de sus padres, cultivando frijols y otras cosechas. Allí, inspirado por haber observado el fenómeno natural de la inosculación en su seto, fue lo que le indujo a comenzar en 1925 a dar forma a los árboles como un entretenimiento para distraerse el y su familia. Muy pocas personas aparte de su hermana y algunos amigos de la familia sabían de su trabajo inicial de conformación e injerto de árboles. Axel creó diseños en papel primero y luego estableció plantas con los patrones especificados; poda, injerto y la flexión de acuerdo con sus planes. Erlandson aprendió por sí mismo a lo largo de décadas el cómo entrenar el crecimiento de los árboles en las formas de su propio diseño y consideraba sus métodos "secretos comerciales". Cuando los niños preguntaron cómo llegaron sus árboles a crecer como este, él contestaría, "I talk to them." (Yo hablo con ellos)

## Bonfante Gardens
En 1985, Michael Bonfante, propietario de "Raley's Supermarkets-Nob Hill Foods", una cadena de tiendas de comestibles, y "Tree Haven", un vivero de árboles en Gilroy, California, compró los árboles de Hogan y trasplantó 24 de ellos para su nuevo parque de diversiones, "Bonfante Gardens", que ahora se llama Gilroy Gardens, en Gilroy.
Árboles muertos procedentes de la colección del Erlandson se conservan actualmente en el "Museum of Art History" en Santa Cruz, California. Un árbol fue cedido a la Expo 2005, Aichi, Japón para su exhibición en el pabellón "Growing Village". El árbol de Erlandson "Telephone Booth Tree" está en exhibición permanente en el American Visionary Art Museum de Baltimore, Maryland.